# Embata laticeps
Embata laticeps är en hjuldjursart som först beskrevs av Murray 1905.  Embata laticeps ingår i släktet Embata och familjen Philodinidae. Inga underarter finns listade i Catalogue of Life.